# Castillo de Begíjar

## Descripción

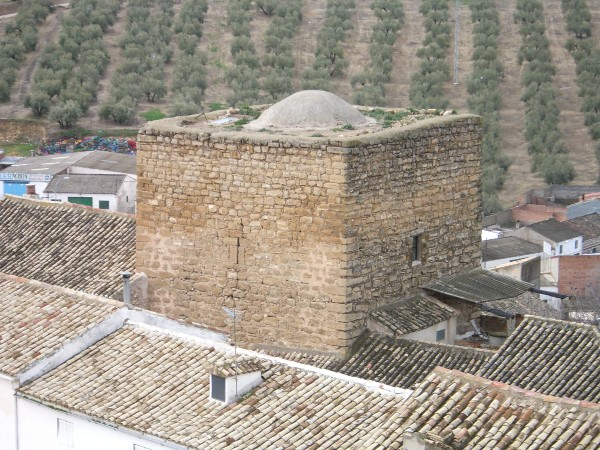
Torreón Begíjar(Jaén).

Es el elemento más representativo de la localidad y testigo de excepción en el devenir de su génesis histórico.
El origen del castillo se vincula a los visigodos, aunque posiblemente ya existiera una fortaleza anterior a esta época. Fue ampliado y reestructurado por los árabes y posteriormente reformado por los cristianos. Tras la conquista cristiana en 1226, Fernando III el Santo entrega la fortaleza a la diócesis de Jaén en el año 1251, con sede en Baeza.
Al paso de los años, el castillo cae en el abandono, hasta que en el siglo XVI el obispo Fray Diego Deza decide su derribo y aprovechando los materiales, la construcción del Palacio Episcopal dentro del mismo recinto. La obra fue finalizada por su sucesor, el Obispo Constructor, Alonso Suárez de la Fuente del Sauce.
Del derribo del castillo se salvó la torre, al ser la parte mejor conservada. Fue restaurada y convertida en cárcel del Obispado de Jaén, perdiendo así su carácter defensor.
Más tarde quedaría empotrada entre las viviendas colindantes y convertida en residencia familiar.

## Elementos del Castillo
- La Muralla

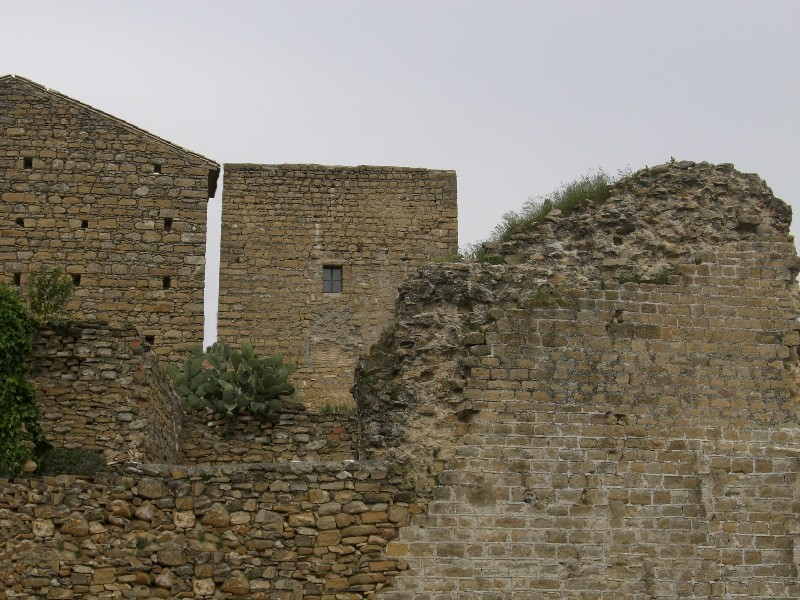
Muralla del Castillo de Begíjar(Jaén).

Todo el recinto se encontraba cercado de una alta y gruesa muralla, transitable por su adarve, es decir, por un camino que la recorría en su parte superior, y accediendo a la segunda planta de la torre del homenaje a través de un puente arcado, convirtiendo está en "albarrana". De trecho en trecho, se intercalaban en la muralla cubos o pequeños torreones que permitían diversificar los ángulos de tiro y defender mejor las cortinas. Al pie de la muralla y rodeándola por el exterior se abrría a un foso para impedir la aproximación del enemigo; se salvaba con puentes levadizos. En la foto de la derecha se puede ver un lienzo de la muralla del Castillo actualmente.
- La Torre del Homenaje

Era la torre principal del Castillo, la que se destinaba a la residencia del señor y cumplía con las funciones más destacadas del castillo, albergando las estancias principales y, en ocasiones, los almacenes de víveres. La Torre de Begíjar se encuentra en la posición norte, la más abrigada en relación con un posible ataque exterior, de forma que si sucumbiese el resto de las defensas, esta torre proporcionase un último refugio. Dispone de una aspillera frontal
y una garita para mejorar las condiciones de tiro sobre los asaltantes.
La torre del Homenaje también cumplía las función de almacén de víveres y reserva de agua, donde existe un aljive excavado en el subsuelo de la misma.
En la Torre también anida una importante colonia de Cernícalo primilla (Falco naumanni), especie migratoria protegida, que con su reclamo característico y vuelo rasante planean con curiosidad sobre nuestras cabezas y las del viajero que lo visita, igualmente, sus muros sirven también de anidamiento para dos parejas de Cernícalo común (Falco tinnunculus).
El Centro de Independiente de Estudios Begijenses (CIEBE) con sede en el Museo de artes y costumbres populares de Begíjar en cooperación con Falco salix, Asociación provincial Naturalista ubicada en Begíjar, han realizado interesantes sondeos sobre el anidamiento de estas pequeñas rapaces diurnas dentro de un hábitat urbano como es el torreón y su importancia como especie protegida, así como importantes intervenciones para el reforzamiento de la colonia y otras mejoras.
La ley actual prohíbe entre muchas cosas dar muerte, molestar o inquietar intencionadamente a las rapaces incluyendo su captura en vivo y la recolección de sus huevos o crías. Queda igualmente prohibido la posesión, tráfico y comercio de ejemplares vivos o muertos o de sus restos.

## Datos de interés general

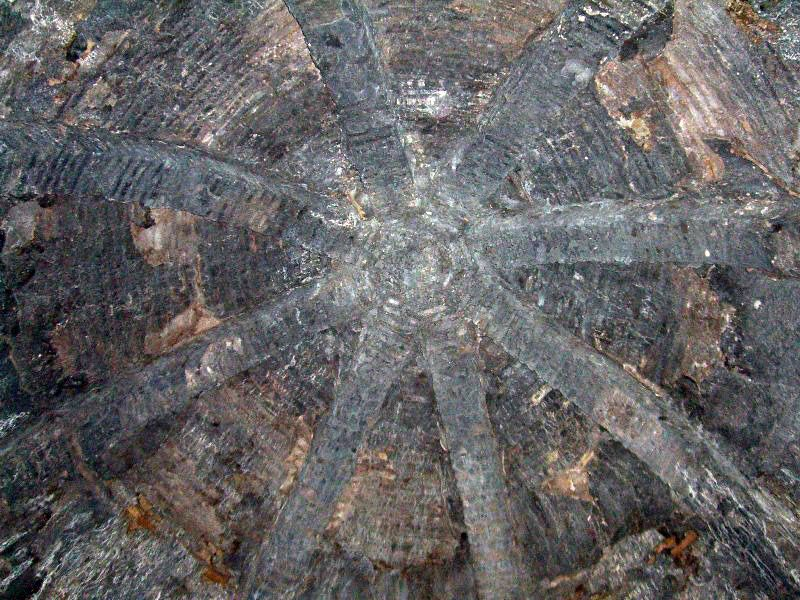
Bóveda interior del Torreón.

El decreto de 22 de abril de 1949, le sometió a protección, bajo la Ley Genérica de los castillos de España y se extiende a todos los elementos de carácter defensivo. Aunque también fue declarada como BIC, con la tipología de Monumento Histórico en 1985. La torre del homenaje es lo único que queda del antiguo castillo. Se compone de dos plantas con unas magníficas y notables bóvedas, la primera se cubre con una bóveda semiesférica con falsas trompas de ladrillo. La segunda está formada por ocho nervios de arista del mismo material sobre cuatro trompas apuntadas y cuatro huecos; dos aspilleras apuntadas y abocinadas y dos ventanas con bovedillas de medio cañón apuntado. Conserva una garita interior arcada. Fue objeto de un profundo estudio histórico, planimétrico, antropológico, etnológico y arqueológico promovido y realizado por la Asociación Proyecto Cultura Joven de Begíjar, que sirvió para la primera fase de restauración y puesta en valor del mismo. El objetivo urgente y más importante de esta intervención fue la consolidación íntegra del edificio y la corsevación de la cúpula del nivel 2.

## Uso actual
Es vivienda privada, cuyo propietario custodia y mantiene. Se realizan visitas culturales de forma gratuita. También se ofrecen visitas teatralizadas para escolares previa solicitud y disponibilidad. El espacio está dedicado a la cultura en general y para fines de interés local y provincial. Su uso íntegro se dedica también al estudio de la historia, investigación y antropología en general del Municipio.
Igualmente es objeto de investigación constante, siendo motivo de estudio por el colegio de arquitectos provincial así como por los Universitarios, esto debido a su importancia arquitectónica e histórica dentro de la red de fortificaciones defensivas en Andalucía.
En el año 1993 la Junta de Andalucía otorgó el reconocimiento especial a los castillos de la Comunidad Autónoma de Andalucía y en 2007 se aprobó la nueva ley de Patrimonio Histórico de Andalucía.